# Kleingebiet Makó
Das Kleingebiet Makó (ungarisch Makói kistérség) war bis Ende 2012 eine ungarische Verwaltungseinheit (LAU 1) innerhalb des Komitats Csongrád in der Südlichen Großen Tiefebene. Im Zuge der Verwaltungsreform von 2013 gingen 15 der 17 Ortschaften in den nachfolgenden Kreis Makó (ungarisch Makói járás) über, Ferencszállás und Klárafalva wurden dem Kreis Szeged (ungarisch Szegedi járás) zugeordnet.
Ende 2012 lebten auf einer Fläche von 703,74 km² 45.706 Einwohner. Die Bevölkerungsdichte lag mit 65 Einwohnern/km² unter dem Komitatsdurchschnitt.
Der Verwaltungssitz befand sich in der Stadt Makó.

## Ortschaften
Diese 17 Ortschaften gehörten zum Kleingebiet Makó
- die Städte Csanádpalota (2.941 Ew.) und Makó (23.378 Ew.)
- die Großgemeinde Kiszombor (3.894 Ew.)
- 14 Gemeinden: Apátfalva, Ambrózfalva, Csanádalberti, Ferencszállás, Földeák, Királyhegyes, Klárafalva, Kövegy, Magyarcsanád, Maroslele, Nagyér, Nagylak, Óföldeák, Pitvaros.